# Frank Latimore
Frank Latimore, egentligen Franklin Kline, född 28 september 1925 i Darien i Connecticut, död 29 november 1998 i London, var en amerikansk skådespelare.
Frank Latimore gjorde några filmer i USA för 20th Century Fox men uppnådde aldrig någon stjärnstatus i Hollywood. Han bestämde sig för att försöka starta en ny karriär i Europa och flyttade därför till Italien 1947 och senare till Spanien. Hans europeiska karriär bestod huvudsakligen av kvalitativt medelmåttiga äventyrsfilmer, så kallade swashbucklers, men han uppnådde en viss popularitet, framför allt i Västtyskland. Mot slutet av sin karriär återvände han till USA, gästspelade i en del TV-såpor och fick bland annat en liten roll (som domare) i Alla presidentens män (1976).

## Filmografi i urval
- 1945 – Dolly Sisters
- 1946 – 13 Rue Madeleine
- 1946 – Chock
- 1946 – Den vassa eggen
- 1953 – Napoletani a Milano
- 1960 – Het sol
- 1966 – Skuggan av en jätte
- 1967 – Farligt spel i Venedig
- 1969 – Om det är tisdag - då måste detta vara Belgien (ej krediterad)
- 1970 – Patton – Pansargeneralen
- 1976 – Alla presidentens män